# Parafia Opatrzności Bożej w Ełku
Parafia Opatrzności Bożej w Ełku została utworzona w 1992 roku. Należy do dekanatu Ełk – Miłosierdzia Bożego diecezji ełckiej. Kościół parafialny w budowie od 1992. Parafię prowadzą księża diecezjalni.

## Proboszczowie
- ks. kan. mgr Jan Ostrowski (1992–2016)
- ks. kan. dr Jerzy Szorc (od 2016)